# FA Cup 2019-2020 (turni di qualificazione)
I turni di qualificazione della FA Cup 2019-2020 hanno inaugurato la 139ª edizione della competizione di calcio ad eliminazione diretta più antica al mondo. Vi hanno preso parte 644 squadre, dal 5º al 10º livello del sistema calcistico inglese. Dal momento che il numero di squadre aventi i requisiti per partecipare era maggiore dei posti disponibili, sono state ammesse fino al raggiungimento delle 736 squadre, 71 squadre di 10ª divisione, determinate in base ai punteggi ottenuti nella passata stagione.

## Calendario
| Fase                    | Turno                           | Sorteggio         | Data              | Partite | Squadre entrate | Campionati entranti                                                          | Premio squadra vincente | Premio squadra perdente |
| ----------------------- | ------------------------------- | ----------------- | ----------------- | ------- | --------------- | ---------------------------------------------------------------------------- | ----------------------- | ----------------------- |
| Turni di qualificazione | Turno extra preliminare         | 12 luglio 2019    | 10 agosto 2019    | 184     | 368             | N&S&I Divisions One, CC&HFL&SCEF&SSMFL, 10ª divisione (club meglio piazzati) | £2.250                  | £750                    |
| Turni di qualificazione | Turno preliminare               | 12 luglio 2019    | 24 agosto 2019    | 160     | 136             | N&S&I Divisions One                                                          | £2.890                  | £960                    |
| Turni di qualificazione | Primo turno di qualificazione   | 27 agosto 2019    | 7 settembre 2019  | 1119    | 72              | N&S&I Premier Division                                                       | £4.500                  | £1.500                  |
| Turni di qualificazione | Secondo turno di qualificazione | 9 settembre 2019  | 21 settembre 2019 | 80      | 44              | National North & South                                                       | £6.750                  | £2.250                  |
| Turni di qualificazione | Terzo turno di qualificazione   | 23 settembre 2019 | 5 ottobre 2019    | 40      |                 |                                                                              | £11.250                 | £3.750                  |
| Turni di qualificazione | Quarto turno di qualificazione  | 7 ottobre 2019    | 19 ottobre 2019   | 32      | 23              | National League                                                              | £18.750                 | £6.250                  |

## Risultati

### Turno extra preliminare
Il sorteggio del turno extra preliminare si è svolto il 12 luglio 2019. A questo turno partecipano 368 squadre dalla 8ª alla 10ª divisione, il campionato di livello più basso rappresentato.
| Squadra 1                      | Risultato | Squadra 2                       |
| ------------------------------ | --------- | ------------------------------- |
| 9 agosto 2019                  |           |                                 |
| Skelmersdale Utd (9)           | 1–1       | Penistone Church (9)            |
| Hackney Wick (10)              | 1–3       | Framlingham Town (10)           |
| Woodford Town (9)              | 1–1       | White Ensign (10)               |
| Balham (9)                     | 1–0       | Rusthall (10)                   |
| Bexhill United (10)            | 1–6       | Eastbourne Town (9)             |
| Sutton Common Rovers (9)       | 1–1       | Molesey (9)                     |
| Plymouth Parkway (9)           | 1–0       | Buckland Athletic (9)           |
| 10 agosto 2019                 |           |                                 |
| Consett (9)                    | 1–1       | Dunston (8)                     |
| Newton Aycliffe (9)            | 0–2       | Northallerton Town (9)          |
| Kendal Town (8)                | 0–4       | Hemsworth Miners Welfare (9)    |
| Shildon (9)                    | 0–0       | Garforth Town (9)               |
| Whitley Bay (9)                | 1–7       | Hebburn Town (9)                |
| Ashington (9)                  | 2–0       | Albion Sports (9)               |
| Billingham Town (9)            | 3–0       | Yorkshire Amateur (9)           |
| West Auckland Town (9)         | 1–3       | Bridlington Town (9)            |
| North Shields (9)              | 2–2       | Guisborough Town (9)            |
| Bishop Auckland (9)            | 0–2       | Thornaby (9)                    |
| Sunderland RCA (9)             | 0–0       | Ryhope Colliery Welfare (9)     |
| Seaham Red Star (9)            | 4–2       | Penrith (9)                     |
| Harrogate R.A. (10)            | 1–10      | Whickham (9)                    |
| Nostell Miners Welfare (10)    | 2–2       | Stockton Town (9)               |
| Hall Road Rangers (10)         | 0–3       | Goole (9)                       |
| Knaresborough Town (9)         | 0–3       | Newcastle Benfield (9)          |
| Vauxhall Motors (10)           | 1–2       | Winsford Utd (9)                |
| Charnock Richard (9)           | 2–1       | Lower Breck (10)                |
| Thackley (9)                   | 1–4       | Handsworth (9)                  |
| Longridge Town (9)             | 6–1       | Barnoldswick Town (9)           |
| Irlam (9)                      | 4–0       | Ashton Athletic (9)             |
| Northwich Victoria (9)         | 2–2       | Silsden (9)                     |
| AFC Liverpool (10)             | 2–3       | Burscough (9)                   |
| Avro (9)                       | 3–4       | Litherland REMYCA (9)           |
| Runcorn Town (9)               | 2–0       | Rylands (9)                     |
| Squires Gate (9)               | 1–2       | West Didsbury & Chorlton (10)   |
| Clitheroe (8)                  | 1–2       | 1874 Northwich (9)              |
| Eccleshill Utd (9)             | 2–1       | Bootle (9)                      |
| Athersley Recreation (9)       | 0–4       | Padiham (9)                     |
| City of Liverpool (8)          | 3–1       | Campion (10)                    |
| Liversedge (9)                 | 5–1       | Abbey Hey (10)                  |
| Coventry Sphinx (9)            | 1–1       | Coventry United (9)             |
| Lye Town (9)                   | 0–3       | Lutterworth Town (9)            |
| Romulus (9)                    | 0–0       | Wolverhampton Casuals (10)      |
| Lichfield City (10)            | 3–2       | Highgate Utd (9)                |
| Haughmond (9)                  | 3–2       | Walsall Wood (9)                |
| Atherstone Town (10)           | 1–3       | Stourport Swifts (9)            |
| Congleton Town (9)             | 1–1       | Westfields (9)                  |
| Hanley Town (9)                | 2–3       | Leicester Road (10)             |
| Boldmere St. Michaels (9)      | 3–1       | Daventry Town (8)               |
| Tividale (9)                   | 2–1       | Wednesfield (10)                |
| Racing Club Warwick (9)        | 0–2       | AFC Wulfrunians (9)             |
| Dunkirk (10)                   | 1–1       | Gresley (9)                     |
| Sporting Khalsa (9)            | 5–4       | Rugby Town (9)                  |
| Heather St John's (9)          | 2–0       | Wolverhampton Sporting (10)     |
| Malvern Town (10)              | 1–2       | Whitchurch Alport (9)           |
| Radford (10)                   | 0–7       | Heanor Town (10)                |
| Winterton Rangers (10)         | 2–1       | Grimsby Borough (9)             |
| Quorn (9)                      | 1–2       | Sherwood Colliery (10)          |
| Shepshed Dynamo (9)            | 2–4       | Maltby Main (9)                 |
| Leicester Nirvana (9)          | 2–1       | Oadby Town (9)                  |
| Worksop Town (8)               | 1–2       | Melton Town (10)                |
| Sleaford Town (9)              | 0–7       | AFC Mansfield (9)               |
| Mulbarton Wanderers (10)       | 0–0       | Boston Town (9)                 |
| South Normanton Athletic (9)   | 5–0       | Selston (9)                     |
| Bottesford Town (9)            | 2–8       | Long Eaton Utd (9)              |
| Barton Town (9)                | 3–2       | Carlton Town (8)                |
| Anstey Nomads (9)              | 0–3       | Kirby Muxloe (10)               |
| Loughborough University (9)    | 3–1       | Ilkeston Town (8)               |
| Potton United (9)              | 1–2       | Ely City (9)                    |
| March Town United (10)         | 2–1       | Norwich Utd (9)                 |
| Walsham-le-Willows (9)         | 1–2       | Peterborough Northern Star (9)  |
| Eynesbury Rovers (9)           | 3–3       | Wellingborough Town (9)         |
| Desborough Town (9)            | 1–3       | Histon (8)                      |
| Thetford Town (9)              | 0–1       | Rothwell Corinthians (9)        |
| Biggleswade (8)                | 4–1       | Mildenhall Town (9)             |
| Holbeach United (9)            | 2–0       | Fakenham Town (10)              |
| Bugbrooke St Michaels (10)     | 1–0       | Norwich CBS (10)                |
| Biggleswade United (9)         | 1–0       | Swaffham Town (9)               |
| Harborough Town (9)            | 1–2       | Deeping Rangers (9)             |
| Newmarket Town (9)             | 2–2       | Arlesey Town (9)                |
| Gorleston (9)                  | 1–0       | Pinchbeck Utd (9)               |
| Great Yarmouth Town (10)       | 4–2       | Wellingborough Whitworth (10)   |
| Walthamstow (9)                | 5–0       | Sporting Bengal United (9)      |
| Haverhill Rovers (9)           | 1–6       | Colney Heath (9)                |
| Crawley Green (9)              | 2–5       | Takeley (9)                     |
| Hadley (9)                     | 4–2       | Redbridge (9)                   |
| Woodbridge Town (9)            | 1–0       | Coggeshall United (10)          |
| Clapton (9)                    | 0–6       | Stowmarket Town (9)             |
| Hullbridge Sports (8)          | 1–2       | Stanway Rovers (9)              |
| London Colney (9)              | 2–0       | Hadleigh United (9)             |
| Sawbridgeworth Town (9)        | 1–3       | Halstead Town (10)              |
| FC Clacton (9)                 | 3–0       | St Margaretsbury (9)            |
| Southend Manor (9)             | 0–0       | Long Melford (9)                |
| Leyton Athletic (10)           | 0–1       | Cockfosters (9)                 |
| Stotfold (10)                  | 3–1       | Harpenden Town (9)              |
| Ilford (9)                     | 1–2       | Harwich & Parkeston (10)        |
| Saffron Walden Town (9)        | 1–0       | Baldock Town (9)                |
| Fairford Town (9)              | 3–2       | Enfield 1893 (9)                |
| AFC Hayes (10)                 | 1–1       | Wembley (9)                     |
| Clanfield (10)                 | 1–3       | Shortwood Utd (10)              |
| Dunstable Town (9)             | 3–2       | Chipping Sodbury Town (9)       |
| Slimbridge (8)                 | 1–0       | Edgware Town (9)                |
| Tuffley Rovers (9)             | 1–1       | North Greenford Utd (9)         |
| Royal Wootton Bassett Town (9) | 1–1       | Aylesbury Vale Dynamos (9)      |
| Abingdon Utd (10)              | 1–2       | Brimscombe & Thrupp (9)         |
| London Tigers (10)             | 0–2       | Thame Rangers (10)              |
| Newport Pagnell Town (9)       | 6–2       | Cheltenham Saracens (10)        |
| Leverstock Green (9)           | 1–1       | Ardley Utd (9)                  |
| Oxhey Jets (9)                 | 0–4       | Flackwell Heath (9)             |
| Burnham (9)                    | rinv.     | Tring Athletic (9)              |
| Bishop's Cleeve (9)            | 3–0       | Easington Sports (9)            |
| Wantage Town (8)               | 1–1       | Brackley Town Saints (9)        |
| Leighton Town (9)              | 4–1       | Thornbury Town (10)             |
| Shrivenham (9)                 | 1–1       | Holmer Green (9)                |
| Harefield United (9)           | 3–0       | Lydney Town (9)                 |
| Longlevens (9)                 | 3–0       | Malmesbury Victoria (10)        |
| AFC Croydon Athletic (9)       | 1–0       | Virginia Water (9)              |
| Loxwood (9)                    | 1–1       | Abbey Rangers (9)               |
| Crawley Down Gatwick (9)       | 0–2       | Newhaven (9)                    |
| Cray Valley PM (8)             | 2–1       | Chatham Town (9)                |
| Bridon Ropes (10)              | 3–1       | Broadfields Utd (9)             |
| Tunbridge Wells (9)            | 1–1       | Pagham (9)                      |
| Corinthian (9)                 | 1–2       | Little Common (9)               |
| Walton & Hersham (10)          | 2–4       | Southall (9)                    |
| Horley Town (9)                | 2–2       | Bearsted (9)                    |
| Egham Town (9)                 | 2–2       | Lancing (9)                     |
| Lordswood (9)                  | 0–1       | Steyning Town (9)               |
| CB Hounslow United (9)         | 2–1       | Sheerwater (9)                  |
| Horsham YMCA (9)               | 2–1       | Croydon (10)                    |
| Saltdean Utd (9)               | 6–1       | Eastbourne Utd (9)              |
| Chertsey Town (8)              | 1–1       | Cobham (9)                      |
| Tower Hamlets (9)              | 2–1       | Selsey (10)                     |
| Chichester City (8)            | 3–1       | Erith Town (9)                  |
| Hassocks (9)                   | 2–0       | Langney Wanderers (9)           |
| Arundel (10)                   | 2–0       | Banstead Athletic (9)           |
| Redhill (9)                    | 2–1       | K Sports (9)                    |
| Glebe (9)                      | 3–1       | Hollands & Blair (9)            |
| Colliers Wood United (9)       | 2–3       | Shoreham (10)                   |
| Sheppey Utd (9)                | 4–1       | East Preston (9)                |
| Guildford City (9)             | 3–2       | Tooting Bec (10)                |
| Punjab United (9)              | 0–1       | Broadbridge Heath (9)           |
| Sutton Athletic (10)           | 3–2       | Deal Town (9)                   |
| Spelthorne Sports (9)          | 1–1       | Lingfield (9)                   |
| Greenwich Borough (9)          | 2–3       | Canterbury City (9)             |
| Crowborough Athletic (9)       | 1–2       | AFC Varndeanians (10)           |
| Welling Town (9)               | 1–4       | AFC Uckfield Town (9)           |
| Hanworth Villa (9)             | 3–2       | Fisher (9)                      |
| Beckenham Town (9)             | 4–3       | Raynes Park Vale (9)            |
| Team Solent (9)                | 0–3       | Portland Utd (9)                |
| Shaftesbury (9)                | 1–4       | Knaphill (9)                    |
| Cowes Sports (9)               | 0–4       | Lymington Town (9)              |
| Fleet Town (9)                 | 2–2       | Farnham Town (10)               |
| Brockenhurst (9)               | 0–2       | AFC Stoneham (9)                |
| Bournemouth (9)                | 2–1       | Frimley Green (9)               |
| Windsor (9)                    | 0–3       | Reading City (9)                |
| Bemerton Heath Harlequins (10) | 3–3       | Andover New Street (10)         |
| Sholing (8)                    | 1–0       | Tadley Calleva (9)              |
| Ascot Utd (9)                  | 2–2       | Badshot Lea (9)                 |
| Binfield (9)                   | 3–2       | United Services Portsmouth (10) |
| Romsey Town (10)               | 1–5       | Hamble Club (9)                 |
| Amesbury Town (9)              | 2–7       | Christchurch (9)                |
| Westbury Unite (9)             | 0–1       | Fareham Town (9)                |
| Hamworthy Unite (9)            | 3–0       | Bashley (9)                     |
| AFC Portchester (9)            | 2–2       | Hythe & Dibden (10)             |
| Horndean (9)                   | 5–3       | Camberley Town (9)              |
| Alresford Town (9)             | 0–0       | Baffins Milton Rovers (9)       |
| Cheddar (10)                   | 2–3       | Bradford Town (9)               |
| Bitton (9)                     | 2–1       | Bridport (9)                    |
| Wellington (9)                 | 1–1       | Cribbs (9)                      |
| Keynsham Town (9)              | 0–1       | Brislington (9)                 |
| Exmouth Town (9)               | 2–0       | Barnstaple Town (8)             |
| Saltash United (10)            | 1–2       | Clevedon Town (9)               |
| Willand Rovers (8)             | 2–1       | AFC St Austell (10)             |
| Tavistock (9)                  | 3–0       | Hengrove Athletic (10)          |
| Street (9)                     | 4–1       | Odd Down (9)                    |
| Shepton Mallet (9)             | 3–1       | Cadbury Heath (9)               |
| Bridgwater Town (9)            | 1–0       | Hallen (9)                      |
| 11 agosto 2019                 |           |                                 |
| Worcester City (9)             | 4–1       | Stone Old Alleynians (10)       |
| Hallam (10)                    | 0–2       | Staveley Miners Welfare (9)     |
| Northampton ON Chenecks (9)    | 2–3       | Godmanchester Rovers (9)        |
| Kirkley & Pakefield (9)        | 2–2       | Wroxham (9)                     |
| Hoddesdon Town (9)             | 2–0       | Brantham Athletic (9)           |
| Barkingside (10)               | 4–1       | Stansted (9)                    |
| West Essex (9)                 | 1–2       | Whitton United (9)              |
| Winslow United (10)            | 2–3       | Roman Glass St George (9)       |
| Erith & Belvedere (9)          | 1–1       | Peacehaven & Telscombe (9)      |
| 13 agosto 2019                 |           |                                 |
| Burnham (9)                    | 2–1       | Tring Athletic (9)              |

#### Replay
| Squadra 1                   | Risultato     | Squadra 2                      |
| --------------------------- | ------------- | ------------------------------ |
| 13 agosto 2019              |               |                                |
| Dunston (8)                 | 5–2           | Consett (9)                    |
| Garforth Town (9)           | 3–2           | Shildon (9)                    |
| Ryhope Colliery Welfare (9) | 1–2           | Sunderland RCA (9)             |
| Silsden (9)                 | 3–4           | Northwich Victoria (9)         |
| Wolverhampton Casuals (10)  | 1–2 (dts)     | Romulus (9)                    |
| Westfields (9)              | 4–1           | Congleton Town (9)             |
| Boston Town (9)             | 4–2           | Mulbarton Wanderers (10)       |
| Wellingborough Town (9)     | 4–1           | Eynesbury Rovers (9)           |
| Arlesey Town (9)            | 1–0           | Newmarket Town (9)             |
| Wembley (9)                 | 3–2           | AFC Hayes (10)                 |
| North Greenford Utd (9)     | 2–1           | Tuffley Rovers (9)             |
| Aylesbury Vale Dynamos (9)  | 1–0           | Royal Wootton Bassett Town (9) |
| Ardley Utd (9)              | 3–1           | Leverstock Green (9)           |
| Holmer Green (9)            | 1–1 (4–5 p)   | Shrivenham (9)                 |
| Abbey Rangers (9)           | 2–0           | Loxwood (9)                    |
| Peacehaven & Telscombe (9)  | 1–1 (3-5 dtr) | Erith & Belvedere (9)          |
| Pagham (9)                  | 0–2           | Tunbridge Wells (9)            |
| Bearsted (9)                | 0–2           | Horley Town (9)                |
| Lancing (9)                 | 4–4 (3-4 dtr) | Egham Town (9)                 |
| Cobham (9)                  | 7-0           | Dorstone Town FC (11) (9)      |
| Molesey (9)                 | 0–1           | Sutton Common Rovers (9)       |
| Lingfield (9)               | 0–4           | Spelthorne Sports (9)          |
| Farnham Town (10)           | 1–2           | Fleet Town (9)                 |
| Andover New Street (10)     | 3–2           | Bemerton Heath Harlequins (10) |
| Badshot Lea (9)             | 2–1           | Ascot Utd (9)                  |
| Hythe & Dibde (10)          | 3–2           | AFC Portchester (9)            |
| Cribbs (9)                  | 5–1           | Wellington (9)                 |
| 14 agosto 2019              |               |                                |
| Guisborough Town (9)        | 1–0           | North Shields (9)              |
| Stockton Town (9)           | 5–1           | Nostell Miners Welfare (10)    |
| Penistone Church (9)        | 2–5           | Skelmersdale Utd (9)           |
| Coventry United (9)         | 0–1           | Coventry Sphinx (9)            |
| Wroxham (9)                 | 3–2           | Kirkley & Pakefield (9)        |
| Long Melford (9)            | 3–3 (5-4 dtr) | Southend Manor (9)             |
| White Ensign (10)           | 3–1 (dts)     | Woodford Town (9)              |
| Brackley Town Saints (9)    | 1–2           | Wantage Town (8)               |
| Baffins Milton Rovers (9)   | 2–1           | Alresford Town (9)             |

### Turno preliminare
Il sorteggio del turno preliminare si è svolto il 12 luglio 2019. Vi hanno preso parte le 16 squadre di 7ª divisione peggio piazzate nella stagione precedenti, le rimanenti squadre di 8ª divisione, oltre alle 184 vincitrici del turno extra preliminare.
A questo turno si sono qualificate 25 squadre di 10ª divisione, il campionato di livello più basso fin qui rappresentato.
| Squadra 1                    | Risultato | Squadra 2                      |
| ---------------------------- | --------- | ------------------------------ |
| 23 agosto 2019               |           |                                |
| Whickham (9)                 | 1–2       | Thornaby (9)                   |
| Mickleover Sports (7)        | 3–0       | Coventry Sphinx (9)            |
| Great Yarmouth Town (10)     | 0–2       | Rothwell Corinthians (9)       |
| Barking (8)                  | 2–1       | Aveley (8)                     |
| Sutton Common Rovers (9)     | 3–0       | Eastbourne Town (9)            |
| Whitehawk (8)                | 2–0       | Saltdean Utd (9)               |
| Christchurch (9)             | 1–2       | Badshot Lea (9)                |
| Blackfield & Langley (7)     | 2–1       | AFC Totton (8)                 |
| Winchester City (8)          | 1–1       | AFC Stoneham (9)               |
| 24 agosto 2019               |           |                                |
| Dunston (8)                  | 2–2       | Goole (9)                      |
| Newcastle Benfield (9)       | 1–0       | Workington (8)                 |
| Seaham Red Star (9)          | 3–1       | Guisborough Town (9)           |
| Billingham Town (9)          | 3–4       | Ossett Utd (8)                 |
| Garforth Town (9)            | 0–4       | Colne (8)                      |
| Ashington (9)                | 1–3       | Marske United (8)              |
| Sunderland RCA (9)           | 1–0       | Hemsworth Miners Welfare (9)   |
| Pickering Town (8)           | 3–1       | Bridlington Town (9)           |
| Brighouse Town (8)           | 2–2       | Morpeth Town (7)               |
| Pontefract Collieries (8)    | 1–1       | Hebburn Town (9)               |
| Frickley Athletic (8)        | 0–1       | Tadcaster Albion (8)           |
| Northallerton Town (9)       | 0–3       | Stockton Town (9)              |
| Widnes (8)                   | 2–2       | Mossley (8)                    |
| City of Liverpool (8)        | 2–1       | Skelmersdale Utd (9)           |
| Sheffield (8)                | 2–1       | Litherland REMYCA (9)          |
| Eccleshill Utd (9)           | 1–1       | Glossop North End (8)          |
| Stalybridge Celtic (7)       | 0–0       | West Didsbury & Chorlton (10)  |
| Ramsbottom United (8)        | 3–3       | Winsford Utd (9)               |
| Charnock Richard (9)         | 1–1       | Longridge Town (9)             |
| Trafford (8)                 | 2–0       | Burscough (9)                  |
| Liversedge (9)               | 1–0       | Droylsden (8)                  |
| Atherton Collieries (7)      | 2–1       | Runcorn Linnets (8)            |
| 1874 Northwich (9)           | 6–0       | Handsworth (9)                 |
| Northwich Victoria (9)       | 2–1       | Prescot Cables (8)             |
| Stocksbridge PS (8)          | 2–3       | Irlam (9)                      |
| Padiham (9)                  | 1–1       | Marine (8)                     |
| Radcliffe FC (7)             | 0–0       | Runcorn Town (9)               |
| Kidsgrove Athletic (8)       | 1–1       | Newcastle Town (8)             |
| Coleshill Town (8)           | 0–3       | Whitchurch Alport (9)          |
| Tividale (9)                 | 0–5       | Chasetown (8)                  |
| AFC Wulfrunians (9)          | 0–1       | Leek Town (8)                  |
| Stourport Swifts (9)         | 0–0       | Boldmere St. Michaels (9)      |
| Bromsgrove Sporting (7)      | 2–1       | Leicester Road (10)            |
| Bedworth Utd (8)             | 1–1       | Halesowen Town (8)             |
| Belper Town (8)              | 1–1       | Sporting Khalsa (9)            |
| Romulus (9)                  | 6–0       | Market Drayton Town (8)        |
| Heather St John's (9)        | 1–0       | Worcester City (9)             |
| Gresley (9)                  | 1–2       | Sutton Coldfield Town (8)      |
| Lichfield City (10)          | 3–0       | Haughmond (9)                  |
| Westfields (9)               | 2–3       | Lutterworth Town (9)           |
| Barton Town (9)              | 1–3       | Grantham Town (7)              |
| Loughborough Dynamo (8)      | 2–2       | Sherwood Colliery (10)         |
| Melton Town (10)             | 1–3       | Cleethorpes Town (8)           |
| Boston Town (9)              | 0–0       | Leicester Nirvana (9)          |
| Heanor Town (10)             | 0–0       | AFC Mansfield (9)              |
| Long Eaton Utd (9)           | 1–1       | South Normanton Athletic (9)   |
| Maltby Main (9)              | 4–1       | Loughborough University (9)    |
| Winterton Rangers (10)       | 0–1       | Kirby Muxloe (10)              |
| Staveley Miners Welfare (9)  | 2–1       | Lincoln Utd (8)                |
| Spalding Utd (8)             | 2–4       | Dereham Town (8)               |
| Peterborough Sports (7)      | 7–0       | Bugbrooke St Michaels (10)     |
| Gorleston (9)                | 0–1       | Kempston Rovers (8)            |
| Bedford Town (8)             | 0–1       | Deeping Rangers (9)            |
| Wisbech Town (8)             | 2–2       | Ely City (9)                   |
| March Town United (10)       | 2–1       | Wellingborough Town (9)        |
| Corby Town (8)               | 4–0       | Holbeach United (9)            |
| Wroxham (9)                  | 2–4       | Stamford (8)                   |
| Cambridge City (8)           | 0–2       | Barton Rovers (8)              |
| Arlesey Town (9)             | 2–0       | Peterborough Northern Star (9) |
| Biggleswade (8)              | 4–0       | Yaxley (8)                     |
| Bury Town (8)                | 1–2       | Histon (8)                     |
| Godmanchester Rovers (9)     | 1–1       | St Neots Town (8)              |
| Soham Town Rangers (8)       | 2–0       | Biggleswade United (9)         |
| Walthamstow (9)              | 2–0       | Great Wakering Rovers (8)      |
| Cockfosters (9)              | 0–4       | Coggeshall Town (8)            |
| Harwich & Parkeston (10)     | 0–2       | Romford (8)                    |
| Long Melford (9)             | 0–2       | Colney Heath (9)               |
| Hadley (9)                   | 2–0       | Hoddesdon Town (9)             |
| London Colney (9)            | 5–0       | Halstead Town (10)             |
| Whitton United (9)           | 2–1       | Hertford Town (8)              |
| AFC Sudbury (8)              | 2–1       | Felixstowe & Walton United (8) |
| Grays Athletic (8)           | 5–2       | Heybridge Swifts (8)           |
| FC Clacton (9)               | 1–1       | Witham Town (8)                |
| Stotfold (10)                | 0–2       | Canvey Island (8)              |
| Bowers & Pitsea (7)          | 4–2       | Barkingside (10)               |
| Saffron Walden Town (9)      | 1–2       | Maldon & Tiptree (8)           |
| Harlow Town (8)              | 1–1       | Brentwood Town (8)             |
| Tilbury (8)                  | 3–1       | Stanway Rovers (9)             |
| Wingate & Finchley (7)       | 2–0       | Welwyn G. City (8)             |
| Cheshunt (7)                 | 1–0       | Stowmarket Town (9)            |
| Basildon Utd (8)             | 7–1       | Framlingham Town (10)          |
| Waltham Abbey (8)            | 4–0       | Woodbridge Town (9)            |
| Takeley (9)                  | 3–3       | White Ensign (10)              |
| Cirencester Town (8)         | 5–0       | North Greenford Utd (9)        |
| Aylesbury Vale Dynamos (9)   | 4–5       | North Leigh (8)                |
| Shrivenham (9)               | 0–2       | Chalfont St Peter (8)          |
| Longlevens (9)               | 1–0       | Northwood (8)                  |
| Wantage Town (8)             | 2–2       | Thame Rangers (10)             |
| Bishop's Cleeve (9)          | 1–4       | Kidlington (8)                 |
| Highworth Town (8)           | 3–0       | Ardley Utd (9)                 |
| Marlow (8)                   | 2–4       | Cinderford Town (8)            |
| Fairford Town (9)            | 2–3       | Hanwell Town (8)               |
| Wembley (9)                  | 2–3       | Berkhamsted (8)                |
| Didcot Town (8)              | 2–1       | Roman Glass St George (9)      |
| Thame Utd (8)                | 3–3       | Leighton Town (9)              |
| Slimbridge (8)               | 1–1       | Burnham (9)                    |
| Brimscombe & Thrupp (9)      | 1–3       | Aylesbury Utd (8)              |
| AFC Dunstable (8)            | 0–0       | Hayes & Yeading Utd (7)        |
| Newport Pagnell Town (9)     | 1–2       | Flackwell Heath (9)            |
| Tooting & Mitcham United (8) | 1–0       | Faversham Town (8)             |
| Sittingbourne (8)            | 2–0       | Uxbridge (8)                   |
| Horsham YMCA (9)             | 2–1       | Egham Town (9)                 |
| Little Common (9)            | 2–1       | Three Bridges (8)              |
| Sutton Athletic (10)         | 6–0       | Ashford Town (8)               |
| Steyning Town (9)            | 1–4       | Ramsgate (8)                   |
| Herne Bay (8)                | 2–2       | AFC Croydon Athletic (9)       |
| Chertsey Town (8)            | 5–1       | Erith & Belvedere (9)          |
| Sheppey Utd (9)              | 3–1       | Glebe (9)                      |
| Cray Valley PM (8)           | 0–2       | Whyteleafe (8)                 |
| Whitstable Town (8)          | 3–1       | Newhaven (9)                   |
| Burgess Hill Town (8)        | 0–3       | Sevenoaks Town (8)             |
| VCD Athletic (8)             | 3–3       | AFC Uckfield Town (9)          |
| Bedfont Sports (8)           | 3–2       | Hanworth Villa (9)             |
| Redhill (9)                  | 1–4       | Balham (9)                     |
| South Park (8)               | 2–1       | Canterbury City (9)            |
| East Grinstead Town (8)      | 0–1       | Abbey Rangers (9)              |
| Tower Hamlets (9)            | 1–6       | Horsham (7)                    |
| Arundel (10)                 | 1–0       | Shoreham (10)                  |
| Beckenham Town (9)           | 0–1       | Ashford Utd (8)                |
| Phoenix Sports (8)           | 0–6       | Staines Town (8)               |
| Southall (9)                 | 1–2       | Spelthorne Sports (9)          |
| Bridon Ropes (10)            | 2–7       | Chichester City (8)            |
| Chipstead (8)                | 0–0       | Hassocks (9)                   |
| Guildford City (9)           | 1–2       | AFC Varndeanians (10)          |
| Haywards Heath Town (8)      | 2–1       | Tunbridge Wells (9)            |
| CB Hounslow United (9)       | 0–3       | Horley Town (9)                |
| Hastings Utd (8)             | 2–1       | Broadbridge Heath (9)          |
| Portland Utd (9)             | 4–3       | Hamworthy United (9)           |
| Hythe & Dibden (10)          | 2–1       | Horndean (9)                   |
| Hamble Club (9)              | 0–1       | Sholing (8)                    |
| Reading City (9)             | 0–3       | Moneyfields (8)                |
| Fleet Town (9)               | 3–0       | Baffins Milton Rovers (9)      |
| Bournemouth (9)              | 0–5       | Bracknell Town (8)             |
| Binfield (9)                 | 3–2       | Lymington Town (9)             |
| Thatcham Town (8)            | 7–1       | Andover New Street (10)        |
| Basingstoke Town (8)         | 0–2       | Westfield (Surrey) (8)         |
| Knaphill (9)                 | 0–1       | Fareham Town (9)               |
| Plymouth Parkway (9)         | 5–2       | Paulton Rovers (8)             |
| Yate Town (7)                | 2–2       | Exmouth Town (9)               |
| Bridgwater Town (9)          | 7–0       | Brislington (9)                |
| Cribbs (9)                   | 0–1       | Bideford (8)                   |
| Clevedon Town (9)            | 2–5       | Bristol Manor Farm (8)         |
| Tavistock (9)                | 2–1       | Frome Town (8)                 |
| Shepton Mallet (9)           | 1–1       | Frome Town (8)                 |
| Bradford Town (9)            | 3–1       | Larkhall Athletic (8)          |
| Street (9)                   | 1–5       | Willand Rovers (8)             |
| Bitton (9)                   | 2–3       | Mangotsfield United (8)        |
| 25 agosto 2019               |           |                                |
| FC Romania (8)               | 3–3       | Ware (8)                       |
| Dunstable Town (9)           | 4–1       | Shortwood Utd (10)             |
| Evesham United (8)           | 2–1       | Harefield United (9)           |
| Cray Wanderers (7)           | 5–0       | Hythe Town (8)                 |

#### Replay
| Squadra 1                     | Risultato     | Squadra 2                 |
| ----------------------------- | ------------- | ------------------------- |
| 26 agosto 2019                |               |                           |
| Halesowen Town (8)            | 3–1           | Bedworth Utd (8)          |
| 27 agosto 2019                |               |                           |
| Leicester Nirvan (9)          | 0–1           | Boston Town (9)           |
| 28 agosto 2019                |               |                           |
| Longridge Tow (9)             | 0–2           | Charnock Richard (9)      |
| 2 settembre 2019              |               |                           |
| Winsford Utd (9)              | 1–3           | Ramsbottom United (8)     |
| Boldmere St. Michaels (9)     | 4–1           | Stourport Swifts (9)      |
| Melksham Town (8)             | 2–3           | Shepton Mallet (9)        |
| 3 settembre 2019              |               |                           |
| Goole (9)                     | 1–4           | Dunston (8)               |
| Morpeth Town (7)              | 3–2           | Brighouse Town (8)        |
| Hebburn Town (9)              | 0–4           | Pontefract Collieries (8) |
| Mossley (8)                   | 2–3           | Widnes (8)                |
| Glossop North End (8)         | 3–1           | Eccleshill Utd (9)        |
| West Didsbury & Chorlton (10) | 2–3           | Stalybridge Celtic (7)    |
| Marine (8)                    | 3–0           | Padiham (9)               |
| Newcastle Town (8)            | 1–2           | Kidsgrove Athletic (8)    |
| Sporting Khalsa (9)           | 1–3 (dts)     | Belper Town (8)           |
| Sherwood Colliery (10)        | 0–1           | Loughborough Dynamo (8)   |
| AFC Mansfield (9)             | 2–1           | Heanor Town (10)          |
| South Normanton Athletic (9)  | 1–0           | Long Eaton Utd (9)        |
| Ely City (9)                  | 0–4           | Wisbech Town (8)          |
| St Neots Town (8)             | 3–1           | Godmanchester Rovers (9)  |
| Ware (8)                      | 2–1           | FC Romania (8)            |
| Witham Town (8)               | 3–2 (dts)     | FC Clacton (9)            |
| Brentwood Town (8)            | 2–1           | Harlow Town (8)           |
| Leighton Town (9)             | 2–1           | Thame Utd (8)             |
| Burnham (9)                   | 1–1 (5-4 dtr) | Slimbridge (8)            |
| Hayes & Yeading Utd (7)       | 2–1 (dts)     | AFC Dunstable (8)         |
| AFC Croydon Athletic (9)      | 0–1           | Herne Bay (8)             |
| AFC Uckfield Town (9)         | 1–1 (4-5 dtr) | VCD Athletic (8)          |
| Hassocks (9)                  | 2–3           | Chipstead (8)             |
| AFC Stoneham (9)              | 1–3           | Winchester City (8)       |
| Exmouth Town (9)              | 2–0           | Yate Town (7)             |
| 4 settembre 2019              |               |                           |
| Runcorn Town (9)              | 2–1           | Radcliffe FC (7)          |
| White Ensign (10)             | 2–3 (dts)     | Takeley (9)               |
| Thame Rangers (10)            | 2–4 (dts)     | Wantage Town (8)          |

### Primo turno di qualificazione
Il sorteggio del primo turno di qualificazione si è svolto il 27 agosto 2019. Vi hanno preso parte i 160 vincitori del turno preliminare e le restanti 72 squadre del 7º livello.
A questo turno si sono qualificate 7 squadre di 10ª divisione, il campionato di livello più basso fin qui rappresentato, vale a dire AFC Varndeanians, Arundel, Hythe & Dibden, Kirby Muxloe, Lichfield City, March Town United e Sutton Athletic.
| Squadra 1                    | Risultato | Squadra 2                   |
| ---------------------------- | --------- | --------------------------- |
| 6 settembre 2019             |           |                             |
| Sutton Common Rovers (9)     | 1–3       | Beaconsfield Town (7)       |
| 7 settembre 2019             |           |                             |
| Thornaby (9)                 | 2–2       | Ossett Utd (8)              |
| 1874 Northwich (9)           | 2–0       | Pickering Town (8)          |
| Scarborough Athl. (7)        | 1–1       | Marske United (8)           |
| Lancaster City (7)           | 0–0       | Northwich Victoria (9)      |
| FC United of Manchester (7)  | 2–2       | Atherton Collieries (7)     |
| Dunston (8)                  | 0–0       | Sunderland RCA (9)          |
| Liversedge (9)               | 0–2       | Stockton Town (9)           |
| Newcastle Benfield (9)       | 2–3       | Runcorn Town (9)            |
| Warrington Town (7)          | 2–2       | City of Liverpool (8)       |
| Charnock Richard (9)         | 0–4       | Irlam (9)                   |
| Widnes (8)                   | 0–4       | Whitby Town (7)             |
| Tadcaster Albion (8)         | 2–2       | Ashton Utd (7)              |
| Stalybridge Celtic (7)       | 0–2       | Marine (8)                  |
| Trafford (8)                 | 3–0       | Bamber Bridge (7)           |
| Glossop North End (8)        | 1–3       | Pontefract Collieries (8)   |
| South Shields (7)            | 0–0       | Colne (8)                   |
| Maltby Main (9)              | 1–5       | Ramsbottom United (8)       |
| Morpeth Town (7)             | 3–1       | Hyde Utd (7)                |
| Seaham Red Star (9)          | 0–1       | Witton Albion (7)           |
| Kirby Muxloe (10)            | 0–1       | Boston Town (9)             |
| Lutterworth Town (9)         | 0–3       | Hednesford Town (7)         |
| Halesowen Town (8)           | 7–1       | Lichfield City (10)         |
| South Normanton Athletic (9) | 0–1       | Coalville Town (7)          |
| Tamworth (7)                 | 3–1       | Nuneaton Borough (7)        |
| Loughborough Dynamo (8)      | 1–0       | Heather St John's (9)       |
| Barwell (7)                  | 4–1       | AFC Mansfield (9)           |
| Romulus (9)                  | 0–4       | Buxton (7)                  |
| Banbury Utd (7)              | 2–2       | Gainsborough Trinity (7)    |
| Matlock Town (7)             | 2–1       | Basford Utd (7)             |
| Stratford Town (7)           | 6–1       | Boldmere St. Michaels (9)   |
| Rushall Olympic (7)          | 3–1       | Sheffield (8)               |
| Belper Town (8)              | 1–0       | Alvechurch (7)              |
| Nantwich Town (7)            | 3–1       | Grantham Town (7)           |
| Kidsgrove Athletic (8)       | 2–1       | Cleethorpes Town (8)        |
| Sutton Coldfield Town (8)    | 1–1       | Redditch Utd (7)            |
| Stafford Rangers (7)         | 3–0       | Mickleover Sports (7)       |
| Bromsgrove Sporting (7)      | 0–1       | Stourbridge (7)             |
| Whitchurch Alport (9)        | 0–2       | Leek Town (8)               |
| Chasetown (8)                | 1–0       | Staveley Miners Welfare (9) |
| Wingate & Finchley (7)       | 4–1       | London Colney (9)           |
| Soham Town Rangers (8)       | 3–0       | Whitton United (9)          |
| Takeley (9)                  | 0–1       | Potters Bar Town (7)        |
| Deeping Rangers (9)          | 2–2       | AFC Sudbury (8)             |
| Enfield Town (7)             | 1–0       | AFC Rushden & Diamonds (7)  |
| Kings Langley (7)            | 3–1       | Barking (8)                 |
| Hornchurch (7)               | 6–0       | Kempston Rovers (8)         |
| Cheshunt (7)                 | 1–0       | Brightlingsea Regent (7)    |
| Stamford (8)                 | 1–0       | Witham Town (8)             |
| Biggleswade (8)              | 2–1       | Tilbury (8)                 |
| Basildon Utd (8)             | 2–1       | Coggeshall Town (8)         |
| Royston Town (7)             | 7–2       | Rothwell Corinthians (9)    |
| Histon (8)                   | 0–3       | Maldon & Tiptree (8)        |
| Waltham Abbey (8)            | 2–2       | Canvey Island (8)           |
| Colney Heath (9)             | 1–3       | Corby Town (8)              |
| Dunstable Town (9)           | 3–5       | Bishop's Stortford (7)      |
| Grays Athletic (8)           | 3–1       | March Town United (10)      |
| Barton Rovers (8)            | 4–0       | Romford (8)                 |
| St Ives Town (7)             | 2–1       | Berkhamsted (8)             |
| Ware (8)                     | 5–1       | Leiston (7)                 |
| East Thurrock United (7)     | 1–1       | Peterborough Sports (7)     |
| Wisbech Town (8)             | 1–2       | Hitchin Town (7)            |
| Bowers & Pitsea (7)          | 2–1       | Brentwood Town (8)          |
| St Neots Town (8)            | 2–2       | Biggleswade Town (7)        |
| Hadley (9)                   | 3–2       | Arlesey Town (9)            |
| Dereham Town (8)             | 1–1       | Needham Market (7)          |
| Lowestoft Town (7)           | 2–0       | Leighton Town (9)           |
| Whitstable Town (8)          | 0–4       | Folkestone Invicta (7)      |
| Chesham Utd (7)              | 4–2       | Fleet Town (9)              |
| Whyteleafe (8)               | 1–0       | Merstham (7)                |
| Chertsey Town (8)            | 4–1       | Sheppey Utd (9)             |
| Chichester City (8)          | 2–0       | Chalfont St Peter (8)       |
| Hartley Wintney (7)          | 3–0       | Spelthorne Sports (9)       |
| Bracknell Town (8)           | 0–2       | Carshalton Athletic (7)     |
| Leatherhead (7)              | 2–2       | Lewes (7)                   |
| Hanwell Town (8)             | 2–3       | Staines Town (8)            |
| South Park (8)               | 1–3       | Badshot Lea (9)             |
| Tooting & Mitcham United (8) | 3–1       | AFC Varndeanians (10)       |
| Whitehawk (8)                | 0–1       | Abbey Rangers (9)           |
| Hastings Utd (8)             | 3–3       | Worthing (7)                |
| Haywards Heath Town (8)      | 0–1       | Hayes & Yeading Utd (7)     |
| Harrow Borough (7)           | 5–0       | Binfield (9)                |
| Horley Town (9)              | 1–3       | Balham (9)                  |
| Westfield (Surrey) (8)       | 0–1       | Chipstead (8)               |
| Haringey Borough (7)         | 3–0       | Herne Bay (8)               |
| Corinthian-Casuals (7)       | 4–0       | Sevenoaks Town (8)          |
| Ashford Utd (8)              | 0–3       | Farnborough (7)             |
| Ramsgate (8)                 | 0–0       | Arundel (10)                |
| Sutton Athletic (10)         | 1–1       | Flackwell Heath (9)         |
| VCD Athletic (8)             | 1–2       | Moneyfields (8)             |
| Bognor Regis Town (7)        | 3–0       | Sittingbourne (8)           |
| Little Common (9)            | 0–1       | Hendon (7)                  |
| Horsham YMCA (9)             | 1–2       | Margate (7)                 |
| Metropolitan Police (7)      | 1–1       | Horsham (7)                 |
| Weston-super-Mare (7)        | 3–0       | Fareham Town (9)            |
| Cinderford Town (8)          | 5–3       | Bideford (8)                |
| Didcot Town (8)              | 0–1       | Poole Town (7)              |
| Truro City (7)               | 2–1       | Wimborne Town (7)           |
| Plymouth Parkway (9)         | 0–1       | Merthyr Town (7)            |
| Bridgwater Town (9)          | 1–3       | Bristol Manor Farm (8)      |
| Winchester City (8)          | 0–3       | Taunton Town (7)            |
| Willand Rovers (8)           | 1–2       | North Leigh (8)             |
| Burnham (9)                  | 2–3       | Tiverton Town (7)           |
| Hythe & Dibden (10)          | 2–4       | Kidlington (8)              |
| Tavistock (9)                | 3–3       | Shepton Mallet (9)          |
| Highworth Town (8)           | 4–2       | Exmouth Town (9)            |
| Wantage Town (8)             | 0–3       | Swindon Supermarine (7)     |
| Longlevens (9)               | 0–2       | Portland Utd (9)            |
| Thatcham Town (8)            | 2–3       | Salisbury (7)               |
| Cirencester Town (8)         | 1–0       | Gosport Borough (7)         |
| Mangotsfield United (8)      | 0–5       | Blackfield & Langley (7)    |
| Sholing (8)                  | 3–0       | Bradford Town (9)           |
| 8 settembre 2019             |           |                             |
| Aylesbury Utd (8)            | 0–3       | Walthamstow (9)             |
| Kingstonian (7)              | 2–0       | Walton Casuals (7)          |
| Cray Wanderers (7)           | 2–1       | Bedfont Sports (8)          |
| Evesham United (8)           | 0–2       | Dorchester Town (7)         |

#### Replay
| Squadra 1                | Risultato     | Squadra 2                   |
| ------------------------ | ------------- | --------------------------- |
| 10 settembre 2019        |               |                             |
| Ossett Utd (8)           | 6–0           | Thornaby (9)                |
| Marske United (8)        | 1–2           | Scarborough Athl. (7)       |
| Atherton Collieries (7)  | 0–1           | FC United of Manchester (7) |
| City of Liverpool (8)    | 0–4           | Warrington Town (7)         |
| Ashton Utd (7)           | 4–2           | Tadcaster Albion (8)        |
| Colne (8)                | 1–0           | South Shields (7)           |
| Gainsborough Trinity (7) | 1–0           | Banbury Utd (7)             |
| Redditch Utd (7)         | 1–3           | Sutton Coldfield Town (8)   |
| AFC Sudbury (8)          | 2–3           | Deeping Rangers (9)         |
| Canvey Island (8)        | 2–1           | Waltham Abbey (8)           |
| Peterborough Sports (7)  | 3–2           | East Thurrock United (7)    |
| Needham Market (7)       | 2–1           | Dereham Town (8)            |
| Worthing (7)             | 3–2 (dts)     | Hastings Utd (8)            |
| Arundel (10)             | 0–4           | Ramsgate (8)                |
| Flackwell Heath (9)      | 3–1           | Sutton Athletic (10)        |
| Horsham (7)              | 3–2           | Metropolitan Police (7)     |
| Shepton Mallet (9)       | 1–2           | Tavistock (9)               |
| 11 settembre 2019        |               |                             |
| Northwich Victoria (9)   | 1–2           | Lancaster City (7)          |
| Sunderland RCA (9)       | 0–5           | Dunston (8)                 |
| Biggleswade Town (7)     | 2–0           | St Neots Town (8)           |
| Lewes (7)                | 2–2 (3-1 dtr) | Leatherhead (7)             |

### Secondo turno di qualificazione
Il sorteggio del secondo turno di qualificazione si è svolto il 9 settembre 2019. Vi hanno preso parte le 116 vincitrici del primo turno di qualificazione e 44 squadre di 6ª divisione, ovvero militanti in National League North e National League South.
Al sorteggio hanno partecipato due squadre di 10ª divisione, che hanno però entrambe perso il replay. Il campionato di livello più basso fin qui rappresentato è quindi in un primo momento divenuto il 9°, con 14 squadre qualificate. Tuttavia, in seguito alla squalifica del Grays Athletic, per aver schierato nel turno preliminare un calciatore che non ne aveva titolo, i suoi avversari al primo turno di qualificazione del March Town, squadra militante in 10ª divisione, hanno ottenuto il pass in sua vece, divenendo quindi la squadra di livello più basso fin qui rappresentato.
| Squadra 1                    | Risultato | Squadra 2                 |
| ---------------------------- | --------- | ------------------------- |
| 21 settembre 2019            |           |                           |
| Marine (8)                   | 1–2       | Dunston (8)               |
| Southport (6)                | 5–2       | Scarborough Athl. (7)     |
| Chester (6)                  | 1–1       | Altrincham (6)            |
| Curzon Ashton (6)            | 4–4       | Blyth Spartans (6)        |
| Bradford (Park Avenue) (6)   | 2–4       | Morpeth Town (7)          |
| Irlam (9)                    | 0–2       | York City (6)             |
| Ashton Utd (7)               | 1–0       | Pontefract Collieries (8) |
| Colne (8)                    | 0–0       | Ossett Utd (8)            |
| 1874 Northwich (9)           | 0–1       | Whitby Town (7)           |
| FC United of Manchester (7)  | 1–2       | Warrington Town (7)       |
| Trafford (8)                 | 1–3       | Darlington (6)            |
| Gateshead (6)                | 6–0       | Ramsbottom United (8)     |
| Guiseley (6)                 | 1–0       | Stockton Town (9)         |
| Lancaster City (7)           | 0–5       | Spennymoor Town (6)       |
| Runcorn Town (9)             | 1–3       | Farsley Celtic (6)        |
| Alfreton Town (6)            | 1–1       | King's Lynn Town (6)      |
| Stamford (8)                 | 0–4       | Boston Utd (6)            |
| Leamington (6)               | 2–2       | Chasetown (8)             |
| Kettering Town (6)           | 1–1       | Sutton Coldfield Town (8) |
| Belper Town (8)              | 0–0       | Witton Albion (7)         |
| Loughborough Dynamo (8)      | 0–3       | Tamworth (7)              |
| AFC Telford United (6)       | 0–3       | Nantwich Town (7)         |
| Rushall Olympic (7)          | 2–0       | Gainsborough Trinity (7)  |
| Halesowen Town (8)           | 4–1       | Stratford Town (7)        |
| Boston Town (9)              | 0–4       | Leek Town (8)             |
| Buxton (7)                   | 5–0       | Corby Town (8)            |
| Matlock Town (7)             | 1–2       | Kidsgrove Athletic (8)    |
| Hednesford Town (7)          | 3–2       | Barwell (7)               |
| Kidderminster (6)            | 0–0       | Stafford Rangers (7)      |
| Coalville Town (7)           | 1–2       | Stourbridge (7)           |
| Beaconsfield Town (7)        | 1–0       | Hemel H. Town (6)         |
| Corinthian-Casuals (7)       | 2–0       | Chelmsford City (6)       |
| Walthamstow (9)              | 1–1       | Abbey Rangers (9)         |
| Balham (9)                   | 3–5       | Royston Town (7)          |
| Tonbridge Angels (6)         | 1–2       | Eastbourne Borough (6)    |
| Margate (7)                  | 3–1       | Concord Rangers (6)       |
| Hendon (7)                   | 3–2       | Deeping Rangers (9)       |
| St Ives Town (7)             | 0–0       | Canvey Island (8)         |
| Maidstone Utd (6)            | 4–1       | Cheshunt (7)              |
| Potters Bar Town (7)         | 2–0       | Hornchurch (7)            |
| Bishop's Stortford (7)       | 1–2       | Peterborough Sports (7)   |
| Dulwich Hamlet (6)           | 6–1       | Bognor Regis Town (7)     |
| Flackwell Heath (9)          | 0–3       | Slough Town (6)           |
| Billericay Town (6)          | 1–0       | Basildon Utd (8)          |
| Tooting & Mitcham United (8) | 1–0       | Dorking Wanderers (6)     |
| Hadley (9)                   | 1–0       | Ramsgate (8)              |
| Lewes (7)                    | 1–2       | Bowers & Pitsea (7)       |
| Harrow Borough (7)           | 0–1       | Carshalton Athletic (7)   |
| Biggleswade Town (7)         | 1–2       | Ware (8)                  |
| Badshot Lea (9)              | 0–4       | Hayes & Yeading Utd (7)   |
| Lowestoft Town (7)           | 4–0       | Needham Market (7)        |
| Barton Rovers (8)            | 0–1       | Hitchin Town (7)          |
| Enfield Town (7)             | 2–0       | Braintree Town (6)        |
| Maldon & Tiptree (8)         | 4–2       | Wingate & Finchley (7)    |
| Moneyfield (8)               | 0–2       | Whyteleafe (8)            |
| Hartley Wintney (7)          | 0–0       | Chichester City (8)       |
| Horsham (7)                  | 0–2       | Dartford (6)              |
| St Albans City (6)           | 2–2       | Worthing (7)              |
| Kings Langley (7)            | 4–0       | Folkestone Invicta (7)    |
| Haringey Borough (7)         | 5–0       | Staines Town (8)          |
| Farnborough (7)              | 0–5       | Wealdstone (6)            |
| Welling Utd (6)              | 7–0       | Chipstead (8)             |
| Chesham Utd (7)              | 1–2       | Hampton & Richmond (6)    |
| Weston-super-Mare (7)        | 2–1       | Merthyr Town (7)          |
| Sholing (8)                  | 0–3       | Weymouth (6)              |
| Hereford (6)                 | 5–2       | Truro City (7)            |
| Portland Utd (9)             | 0–1       | Salisbury (7)             |
| Havant & Waterlooville (6)   | 2–1       | Taunton Town (7)          |
| Cirencester Town (8)         | 2–2       | Chippenham Town (6)       |
| Tavistock (9)                | 4–0       | Highworth Town (8)        |
| Tiverton Town (7)            | 2–4       | Bristol Manor Farm (8)    |
| Poole Town (7)               | 2–1       | Hungerford Town (6)       |
| Swindon Supermarine (7)      | 0–4       | Bath City (6)             |
| Oxford City (6)              | 7–0       | North Leigh (8)           |
| Kidlington (8)               | 0–5       | Gloucester City (6)       |
| Brackley Town (6)            | 4–0       | Cinderford Town (8)       |
| Blackfield & Langley (7)     | 1–0       | Dorchester Town (7)       |
| 22 settembre 2019            |           |                           |
| Cray Wanderers (7)           | 5–2       | Soham Town Rangers (8)    |
| Biggleswade (8)              | 1–3       | Chertsey Town (8)         |
| 25 settembre 2019            |           |                           |
| Kingstonian (7)              | 3–0       | March Town United (10)    |

#### Replay
| Squadra 1                 | Risultato | Squadra 2            |
| ------------------------- | --------- | -------------------- |
| 24 settembre 2019         |           |                      |
| Altrincham (6)            | 1–0       | Chester (6)          |
| Blyth Spartans (6)        | 1–0       | Curzon Ashton (6)    |
| Ossett Utd (8)            | 0–4       | Colne (8)            |
| King's Lynn Town (6)      | 2–1       | Alfreton Town (6)    |
| Chasetown (8)             | 1–2 (dts) | Leamington (6)       |
| Sutton Coldfield Town (8) | 2–1       | Kettering Town (6)   |
| Witton Albion (7)         | 0–1 (dts) | Belper Town (8)      |
| Stafford Rangers (7)      | 3–0       | Kidderminster (6)    |
| Abbey Rangers (9)         | 2–1       | Walthamstow (9)      |
| Canvey Island (8)         | 3–2 (dts) | St Ives Town (7)     |
| Chichester City (8)       | 1–0       | Hartley Wintney (7)  |
| Worthing (7)              | 1–3       | St Albans City (6)   |
| Chippenham Town (6)       | 4–3 (dts) | Cirencester Town (8) |

### Terzo turno di qualificazione
Il sorteggio del terzo turno di qualificazione si è svolto il 23 settembre 2019. Vi hanno preso parte gli 80 vincitori del secondo turno di qualificazione.
A questo turno si sono qualificate 3 squadre di 9ª divisione, il campionato di livello più basso fin qui rappresentato, vale a dire Abbey Rangers, Hadley e Tavistock.
| Squadra 1                    | Risultato | Squadra 2               |
| ---------------------------- | --------- | ----------------------- |
| 5 ottobre 2019               |           |                         |
| Ashton Utd (7)               | 2–6       | Spennymoor Town (6)     |
| Halesowen Town (8)           | 0–2       | Altrincham (6)          |
| Hednesford Town (7)          | 4–2       | Blyth Spartans (6)      |
| Nantwich Town (7)            | 1–0       | Morpeth Town (7)        |
| Peterborough Sports (7)      | 1–0       | Guiseley (6)            |
| Leek Town (8)                | 0–2       | King's Lynn Town (6)    |
| Whitby Town (7)              | 1–1       | Gloucester City (6)     |
| Kidsgrove Athletic (8)       | 0–1       | Gateshead (6)           |
| Stourbridge (7)              | 2–1       | Stafford Rangers (7)    |
| Belper Town (8)              | 2–1       | Rushall Olympic (7)     |
| Buxton (7)                   | 1–2       | York City (6)           |
| Tamworth (7)                 | 0–0       | Hereford (6)            |
| Dunston (8)                  | 2–3       | Colne (8)               |
| Farsley Celtic (6)           | 0–5       | Southport (6)           |
| Leamington (6)               | 0–2       | Darlington (6)          |
| Sutton Coldfield Town (8)    | 0–1       | Boston Utd (6)          |
| Brackley Town (6)            | 2–0       | Warrington Town (7)     |
| Oxford City (6)              | 2–0       | Hampton & Richmond (6)  |
| Lowestoft Town (7)           | 1–2       | Carshalton Athletic (7) |
| Dulwich Hamlet (6)           | 3–0       | Eastbourne Borough (6)  |
| Canvey Island (8)            | 1–1       | Bowers & Pitsea (7)     |
| Bristol Manor Farm (8)       | 0–0       | Wealdstone (6)          |
| Kingstonian (7)              | 1–1       | Weston-super-Mare (7)   |
| Haringey Borough (7)         | 1–0       | Cray Wanderers (7)      |
| Welling Utd (6)              | 4–1       | Tavistock (9)           |
| Maldon & Tiptree (8)         | 6–1       | Chertsey Town (8)       |
| Chippenham Town (6)          | 3–3       | Slough Town (6)         |
| Salisbury (7)                | 2–4       | Margate (7)             |
| Abbey Rangers (9)            | 0–2       | Whyteleafe (8)          |
| Kings Langley (7)            | 3–0       | Corinthian-Casuals (7)  |
| Ware (8)                     | 1–2       | Potters Bar Town (7)    |
| Hayes & Yeading Utd (7)      | 5–4       | Hendon (7)              |
| Royston Town (7)             | 2–1       | Beaconsfield Town (7)   |
| Tooting & Mitcham United (8) | 0–2       | Poole Town (7)          |
| Havant & Waterlooville (6)   | 3–0       | Hadley (9)              |
| Billericay Town (6)          | 4–2       | Bath City (6)           |
| Blackfield & Langley (7)     | 1–4       | Dartford (6)            |
| Weymouth (6)                 | 4–1       | St Albans City (6)      |
| Chichester City (8)          | 1–0       | Enfield Town (7)        |
| Maidstone Utd (6)            | 2–1       | Hitchin Town (7)        |

#### Replay
| Squadra 1             | Risultato     | Squadra 2             |
| --------------------- | ------------- | --------------------- |
| 7 ottobre 2019        |               |                       |
| Gloucester City (6)   | 1–3           | Whitby Town (7)       |
| 8 ottobre 2019        |               |                       |
| Hereford (6)          | 0–0 (1-3 dtr) | Tamworth (7)          |
| Bowers & Pitsea (7)   | 1–1 (5-3 dtr) | Canvey Island (8)     |
| Wealdstone (6)        | 4–0           | Bristol Manor Far (8) |
| Weston-super-Mare (7) | 1–4           | Kingstonian (7)       |
| Slough Town (6)       | 2–3           | Chippenham Town (6)   |

### Quarto turno di qualificazione
Il sorteggio del quarto turno di qualificazione si è svolto il 7 ottobre 2019. Vi hanno preso parte i 40 vincitori del terzo turno di qualificazione e le 24 squadre di National League.
A questo turno si sono qualificate 5 squadre di 8ª divisione, il campionato di livello più basso fin qui rappresentato, vale a dire Colne, Belper Town, Whyteleafe, Chichester City e Maldon & Tiptree.
| Squadra 1                  | Risultato | Squadra 2               |
| -------------------------- | --------- | ----------------------- |
| 19 ottobre 2019            |           |                         |
| Hednesford Town (7)        | 0–1       | Boston Utd (6)          |
| Gateshead (6)              | 5–0       | Colne (8)               |
| Barrow (5)                 | 0–1       | Solihull Moors (5)      |
| Whitby Town (7)            | 1–1       | Stourbridge (7)         |
| Hartlepool Utd (5)         | 1–0       | Brackley Town (6)       |
| Nantwich Town (7)          | 1–0       | King's Lynn Town (6)    |
| Chorley (5)                | 2–0       | Spennymoor Town (6)     |
| Southport (6)              | 1–3       | Altrincham (6)          |
| Tamworth (7)               | 0–3       | Darlington (6)          |
| York City (6)              | 2–0       | Stockport County (5)    |
| Notts County (5)           | 2–1       | Belper Town (8)         |
| Chesterfield (5)           | 1–1       | Wrexham (5)             |
| FC Halifax Town (5)        | 1–2       | Harrogate Town (5)      |
| AFC Fylde (5)              | 6–1       | Peterborough Sports (7) |
| Whyteleafe (8)             | 0–3       | Chippenham Town (6)     |
| Haringey Borough (7)       | 0–1       | Yeovil Town (5)         |
| Havant & Waterlooville (6) | 1–2       | Dulwich Hamlet (6)      |
| Ebbsfleet Utd (5)          | 1–1       | Woking (5)              |
| Welling Utd (6)            | 0–0       | Eastleigh (5)           |
| Bromley (5)                | 4–3       | Aldershot Town (5)      |
| Maidstone Utd (6)          | 4–1       | Kings Langley (7)       |
| Maidenhead United (5)      | 1–1       | Wealdstone (6)          |
| Oxford City (6)            | 2–1       | Margate (7)             |
| Bowers & Pitsea (7)        | 1–2       | Chichester City (8)     |
| Hayes & Yeading Utd (7)    | 1–1       | Poole Town (7)          |
| Royston Town (7)           | 1–3       | Maldon & Tiptree (8)    |
| Potters Bar Town (7)       | 1–1       | Barnet (5)              |
| Torquay Utd (5)            | 3–2       | Boreham Wood (5)        |
| Sutton Utd (5)             | 1–1       | Billericay Town (6)     |
| Weymouth (6)               | 1–2       | Dover Athletic (5)      |
| Dartford (6)               | 2–3       | Kingstonian (7)         |
| Carshalton Athletic (7)    | 2–1       | Dag & Red (5)           |
| 29 ottobre 2019            |           |                         |
| Haringey Borough (7)       | 0–3       | Yeovil Town (5)         |

#### Replay
| Squadra 1           | Risultato | Squadra 2               |
| ------------------- | --------- | ----------------------- |
| 21 ottobre 2019     |           |                         |
| Stourbridge (7)     | 3–2       | Whitby Town (7)         |
| 22 ottobre 2019     |           |                         |
| Wrexham (5)         | 1–0       | Chesterfield (5)        |
| Woking (5)          | 0–1       | Ebbsfleet Utd (5)       |
| Eastleigh (5)       | 4–2       | Welling Utd (6)         |
| Wealdstone (6)      | 0–2       | Maidenhead United (5)   |
| Poole Town (7)      | 2–3       | Hayes & Yeading Utd (7) |
| Barnet (5)          | 3–1       | Potters Bar Town (7)    |
| Billericay Town (6) | 5–2       | Sutton Utd (5)          |